# Ли, Робин
Робин Ли Яньху́н (кит. 李彦宏 или Робин Ли; род. 17 ноября 1968, Янцюань, Шаньси, Китайская Народная Республика) — китайский предприниматель, основатель, генеральный директор и председатель совета директоров компании Baidu. Миллиардер, в рейтинге журнала Forbes в 2015 году занимает пятое место среди китайских миллиардеров с состоянием $15,3 млрд. В 2021 году состояние предпринимателя оценивается в $10,7 млрд

## Биография
Родился в 1968 году в семье рабочих в Янцюане, небольшом городке к юго-западу от Пекина. Он был четвёртым из пяти детей, единственным мальчиком.
Изучал информатику в Пекинском университете, после его окончания учился в магистратуре Университета штата Нью-Йорк в Буффало.
По завершении обучения, поступил на работу в IDD, дочернюю компанию Dow Jones & Company. Затем перешёл на работу в Infoseek — одну из первых поисковых компаний
В 2000 году вместе со своим другом, биохимиком Эриком Сю основал в Пекине компанию Baidu. $1,2 млн стартового капитала привлекли от американских венчурных компаний. Название компании было взято из поэмы Синь Цицзи, военного деятеля времен династии Сун. Через год получили от венчурных компаний ещё $10 млн. инвестиций. Ли стал генеральным директором Baidu в январе 2004 года и в этом же году, Baidu стала лидирующей поисковой системой в Китае.

## Личная жизнь
Ли женат на Ма Дунминь , которая также работает на Baidu. У них четверо детей, которые живут в Пекине, Китай.